# Atletica leggera ai Giochi della XXVII Olimpiade - Staffetta 4×400 metri femminile

Video della Finale

La staffetta 4×400 metri ha fatto parte del programma di atletica leggera femminile ai Giochi della XXVII Olimpiade. La competizione si è svolta nei giorni 29-30 settembre 2000 allo Stadio Olimpico di Sydney.

## Presenze ed assenze delle campionesse in carica
| Competizione         | Atleta      | Prestazione | Sydney 2000 |
| -------------------- | ----------- | ----------- | ----------- |
| Olimpiadi 1996       | Stati Uniti | 3'20”91     | Presenti    |
| Commonwealth 1998    | Australia   | 3'27”28     | Presenti    |
| Goodwill Games 1998  | Giamaica    | 3'24”76     | Presente    |
| Europei 1998         | Germania    | 3'23”03     | Presente    |
| Coppa del mondo 1998 | Germania    | 3'24”26     | Presente    |
| Asiatici 1998        | Cina        | 3'32”03     | Non qual.   |
| Panamericani 1999    | Cuba        | 3'26”70     | Presenti    |
| Africani 1999        | Nigeria     | 3'29”22     | Presenti    |
| Mondiali 1999        | Russia      | 3'21”98     | Presente    |

## Finale
| Pos | Paese       | Atleta                                                                | Tempo   |
| --- | ----------- | --------------------------------------------------------------------- | ------- |
|     | Stati Uniti | Jearl Miles-Clark Monique Hennagan LaTasha Colander Andrea Anderson   | 3'22"62 |
|     | Giamaica    | Sandie Richards Catherine Scott-Pomales Deon Hemmings Lorraine Graham | 3'23"25 |
|     | Russia      | Julia Sotnikova Svetlana Goncharenko Olga Kotljarova Irina Privalova  | 3'23"46 |
| 4   | Nigeria     | Olabisi Afolabi Charity Opara Rosemary Okafor Falilat Ogunkoya        | 3'23"80 |
| 5   | Australia   | Nova Peris-Kneebone Tamsyn Lewis Melinda Gainsford Cathy Freeman      | 3'23"81 |
| 6   | Regno Unito | Tasha Danvers Donna Fraser Allison Curbishley Katharine Merry         | 3'25"67 |
| 7   | Rep. Ceca   | Jitka Burianová Hana Benešová Lenka Ficková Helena Fuchsová           | 3'29"17 |
| 8   | Cuba        | Zulia Calatayud Julia Duporty Idalmis Bonne Daimí Pernía              | 3'29"47 |